# Juan Ernesto Alemann
Juan Ernesto Alemann (* 2. Dezember 1927 in Buenos Aires; † 3. Januar 2024) war ein argentinischer Wirtschaftswissenschaftler und Journalist. Er war Eigentümer des Argentinischen Tageblatts. Während der argentinischen Militärdiktatur war er von 1976 bis 1981 Staatssekretär im Wirtschaftsministerium.

## Leben
Sein Vater war Ernesto Alemann (1893–1982), Roberto Alemann (1922–2020) war sein Bruder. Ihr Vorfahre Johann Alemann (1826–1893) war 1874 mit seinem Sohn Moritz (1858–1908) aus dem schweizerischen Bern eingewandert, hatte 1878 mit Moritz sein sechstes Zeitungsprojekt, das Argentinische Wochenblatt, gestartet und 1889 mit den Söhnen Theodor und Ernst das Argentinische Tageblatt gegründet.
Juan Ernesto Alemann studierte nach Abschluss der höheren Schule Colegio nacional in Buenos Aires an der Universität Bern und promovierte mit der Arbeit Zur Kritik der Modernen Grenzproduktivitätstheorie: Eine Untersuchung über die Funktion und Bedeutung des Ertragsgesetzes für die Bestimmung der Nachfrage nach Produktionsmitteln zum Doktor der politischen Wissenschaften, Fachgebiet Wirtschaftswissenschaften.
1951 trat er in den Redaktionsstab des Argentinischen Tageblatts ein, wo seine politischen Leitartikel über die Lage in Argentinien erschienen.
Nach dem Militärputsch 1962 hatte er unter dem durch die Militärs ins Amt gekommenen Präsidenten José María Guido eine leitende Funktion im Wirtschaftsministerium. Während der Militärdiktatur von Juan Carlos Onganía wurde er Präsident der Nationalen Hypothekenbank.
Im Zuge der Guerillabekämpfung in Argentinien erschien am 17. März 1974 sein Artikel Die politischen Rücksichten, in dem er der Präsidentin Isabel Perón nahelegte, die Rädelsführer der links- und rechtsradikalen Terroristen, Mario Firmenich, Roberto Quieto und Rodolfo Ortega Peña von der Bildfläche verschwinden zu lassen.
Von 1976 bis 1981 diente er der argentinischen Militärdiktatur unter Jorge Videla als Staatssekretär im vom José Alfredo Martínez de Hoz geführten Wirtschaftsministerium. Er überlebte zwei Bombenattentate.
Nach seines Vaters Tod leitete er mit seinem Bruder Roberto und seinem Onkel Eduardo das Argentinische Tageblatt. 1992 erwarb er mit Carlos Spadone die Zeitung La Razón.
Wegen seiner Mitwirkung an der Militärdiktatur wurden ihm 2009 Rentenpriviliegien gekürzt. 2013 wurde er wegen Verbrechens gegen die Menschlichkeit angeklagt. Ihm wurde zur Last gelegt, das Folterzentrum in der Militärschule ESMA besucht zu haben und als Funktionär (Staatssekretär) das Militärregime unterstützt zu haben. Der Prozess endete 2017 mit einem Freispruch.

## Veröffentlichungen
- La Bolsa: técnica de la operación bursátil y análisis del mercado de acciones de Buenos Aires; 1956
- La inflación endémica en la Argentina; 1963
- Una política de ingresos para la Argentina; 1969
- Das argentinische Wirtschaftsrätsel; 1985